# Pandami
Pandami (Bayan ng Pandami) är en kommun i Filippinerna. Kommunen ligger på ön Suluöarna, och tillhör provinsen Sulu. Folkmängden uppgår till 19 964 invånare.

## Barangayer
Pandami är indelat i 16 barangayer.
| - Baligtang - Bud Sibaud - Hambilan - Kabbon - Lahi - Lapak - Laud Sibaud - Malanta | - Mamanok - North Manubul - Parian Dakula - Sibaud Proper - Siganggang - South Manubul - Suba-suba - Tenga Manubul |